# 181569 Leetyphoon
181569 Leetyphoon este un asteroid din centura principală de asteroizi.

## Descriere
181569 Leetyphoon este un asteroid din centura principală de asteroizi. A fost descoperit pe 9 noiembrie 2006 la Observatorul Lulin de Hong Qin Lin și Ye Quan-Zhi. Asteroidul prezintă o orbită caracterizată de o semiaxă mare de 2,94 ua, o excentricitate de 0,09 și o înclinație de 1,8° în raport cu ecliptica.